# Muscisaxicola alpinus
A Muscisaxicola alpinus a madarak (Aves) osztályának verébalakúak (Passeriformes) rendjébe és a királygébicsfélék (Tyrannidae) családjába tartozó faj.

## Rendszerezése
A fajt William Jardine skót ornitológus írta le 1849-ben, a Taenioptera nembe Taenioptera alpina néven. Szerepelt Muscisaxicola alpina néven is.

## Alfajai
- Muscisaxicola alpinus alpinus (Jardine, 1849)
- Muscisaxicola alpinus columbianus Chapman, 1912
- Muscisaxicola alpinus quesadae Meyer de Schauensee, 1942[2]

## Előfordulása
Dél-Amerika északnyugati részén, az Andokban, Ecuador és Kolumbia területén honos. Természetes élőhelyei a  szubtrópusi és trópusi magaslati gyepek és cserjések, sziklás környezetben. Állandó, nem vonuló faj.

## Megjelenése
Testhossza 19 centiméter.

## Természetvédelmi helyzete
Az elterjedési területe még nagy, egyedszáma pedig stabil. A Természetvédelmi Világszövetség Vörös listáján nem fenyegetett fajként szerepel.